# 川﨑優作
川﨑 優作（かわさき ゆうさく、1994年8月24日 - ）は、日本の俳優。神奈川県出身。身長176cm。フリーにて活動。

## 人物・エピソード
- 趣味は映画鑑賞、音楽鑑賞、ラジオ、登山、キャンプ、ギター、プロレス観戦。キャンプはソロキャンプも好む。特技は書道、サッカー（GK）。
- 大学2年時にテネシー州へ留学した経験を持つ。
- 小学3年生の時に左肘を複雑骨折し10針縫った過去があるため傷跡が残っている。
- 霜降り明星やオードリーのオールナイトニッポンなどをはじめとしたラジオを聞くことも趣味で、霜降り明星のオールナイトニッポンでは投稿が採用されたことがある。

## 来歴・経歴
2013年大学のミスターコンテストでグランプリとなり、株式会社ベンヌ他複数社にスカウトされベンヌに所属する。（留学したこともあり本格的な活動は主に卒業後となる。）
2022年6月30日を持って株式会社ベンヌとの契約を終了し、フリーとなる。
2022年8月1日、自身のファンクラブ「川﨑優作 OFFICIAL SITE」の設立を発表。
2024年1月25日、「ニコニコチャンネル」にて自身の公式チャンネル「川﨑優作のサシ飲みッ！」がスタート。月イチで親交の深い友人を呼んで熱く語り合う番組になっており、配信の各回は「○杯目」と記載されている。
主な出演作に、ミュージカル『テニスの王子様』3rdシーズン　ジャッカル桑原役、ハイパープロジェクション演劇『ハイキュー‼︎』”頂の景色・2” 桐生八役、『BANANA FISH』The Stage -前編-ショーターウォン役、『「僕のヒーローアカデミア」The “Ultra” Stageシリーズ』トゥワイス役、舞台『弱虫ペダル』The Cadence! 金城真護役などがある。

## 出演

### バラエティ
- 日本テレビ「一周回って知らない話」（2014年12月）

### WEBドラマ
- デュアルタップ「クロスポイント-一番キレイな季節-」（2015年9月）[1]

### 舞台
- K.B.S.Project「The IMMORTAL OPERATION」〜ジ・イモータルオペレーション〜（2016年12月22日 - 25日） - 主演[2][3]
- ミュージカル『テニスの王子様』3rdシーズン （2017年 - 2020年） - ジャッカル桑原 役[4]
  - 青学vs立海（2017年7月14日 - 10月1日、TOKYO DOME CITY HALL 他）
  - 青学vs比嘉（2017年12月21日 - 2018年2月18日、TOKYO DOME CITY HALL 他）
  - TEAM Party RIKKAI（2018年4月5日 - 4月8日、日本青年館ホール）
  - Dream Live 2018 （2018年5月5日 - 5月6日、神戸ワールド記念ホール / 5月19日 - 5月20日、横浜アリーナ）
  - 全国大会 青学vs立海 前編（2019年7月11日 - 9月29日、TOKYO DOME CITY HALL 他）
  - 秋の大運動会 2019（2019年10月8日 - 9日、横浜アリーナ）
  - 全国大会 青学vs立海 後編（2019年12月19日 - 2020年2月16日、TOKYO DOME CITY HALL 他）
  - Thank-you Festival 2020（2020年2月26日 - 3月1日、カルッツかわさき ホール）※本人として登壇[5]
  - Dream Live 2020（2020年5月22日 - 24日、大阪城ホール / 5月29日 - 5月31日、ぴあアリーナMM）→新型コロナウイルス感染防止のため全公演中止
- WBB vol.14「Secret code〜幻のゲームオーバー〜」（2018年7月、新神戸オリエンタル劇場 / 紀伊國屋サザンシアター TAKASHIMAYA） - 盗賊ルカ 役[6]
- 羽仁プロデュース「恋するアンチヒーロー」（2018年9月6日 - 17日、 劇場MOMO） - 猫チーム レッド 役[7]
- ミュージカル「ふしぎ遊戯～蒼ノ章～」（2018年10月13日 - 21日、全労済ホール スペース・ゼロ） - 玄武七星士 斗宿 役[8]
- 舞台「熱血硬派くにおくん 乱闘演舞編」（2018年11月21日 - 25日、 全労済ホール スペース・ゼロ） - もちづき 役[9]
- 舞台「天狗ON THE RADIO」（2019年5月2日 - 6日、東京芸術劇場シアターウエスト）[10]
- 舞台「OZMAFIA!! sink into oblivion」（2019年10月23日 - 27日、全労済ホール スペース・ゼロ） - ハーメルン 役
- ミュージカル「SUPERHEROISM」再演（2020年3月14日 - 29日、梅田芸術劇場 シアター・ドラマシティ 他）
- 『僕のヒーローアカデミア』The “Ultra” Stage - トゥワイス役
  - 本物の英雄(ヒーロー)　PLUS ULTRA ver.（2020年7月17日 - 26日、TOKYO DOME CITY HALL）→公演延期
  - 本物の英雄（ヒーロー） PLUS ULTRA ver.（2021年12月3日 - 12日、TOKYO DOME CITY HALL / 12月24日 - 26日、京都劇場）[11]
  - 平和の象徴（2022年4月9日 - 5月8日、KAAT神奈川芸術劇場 ホール 他）[12]
- 舞台「銀牙 -流れ星 銀-」～牙城決戦編～（2020年10月22日 - 11月1日、天王洲 銀河劇場）- 武蔵 役
- ハイパープロジェクション演劇『ハイキュー!!』“頂の景色・2”（2021年3月20日 - 4月24日、TOKYO DOME CITY HALL 他） - 桐生八 役[13]
- 『BANANA FISH』The Stage -前編-（2021年6月10日 - 20日、天王洲 銀河劇場） - ショーター・ウォン 役[14]
- 白い星（2022年2月16日 - 20日、ザ・ポケット）[15]
- 舞台『弱虫ペダル』 - 金城真護  役
  - The Cadence！（2022年7月5日 - 18日、シアター1010 他）[16]
  - THE DAY 1（2023年8月4日 - 13日、天王洲 銀河劇場）[17]
  - THE DAY 2（2024年3月1日 - 10日、天王洲 銀河劇場）[18]
  - Over the sweat and tears（2024年8月31日 - 9月8日、シアターH）[19]
- ミュージカル Dear my パパ（2022年9月3日 - 10日、シアター1010 ） - 森口茂雄 役[20]
- 舞台 ギャングアワー（2022年10月5日 - 9日、シアター・アルファ東京 ） - 赤羽役 役
- ちびまる子ちゃん THE STAGE『はいすくーるでいず』（2022年12月15日 - 25日、天王洲 銀河劇場） - 小杉太 役[21]
- 舞台 バンクパック（2023年3月23日 - 26日、テアトルBONBON ） [22]
- 『HUNTER×HUNTER』THE STAGE（2023年5月12日 - 28日、天王洲 銀河劇場） - ハンゾー 役[23]
- ミュージカル『青春-AOHARU-鉄道』〜地下の中心で愛をさけんだMétro〜（2023年12月21日 - 31日、品川プリンスホテル クラブeX） - 南北線 役[24]
  - ミュージカル『青春-AOHARU-鉄道』コンサート Rails Live 2025（2025年11月22日 - 24日〈予定〉、TACHIKAWA STAGE GARDEN）[25]
- 劇団たいしゅう小説家present's『菜々絵の探偵物語IV』（2024年3月20日 - 24日、萬劇場）[26] -彩斗役
- 『ROCK MUSICAL BLEACH』 - 斑目一角 役
  - 〜Arrancar the Beginning〜（2024年5月12日 - 26日、天王洲 銀河劇場 / 5月31日 - 6月2日、COOL JAPAN PARK OSAKA WWホール）[27]
  - 〜Arrancar the Final〜（2025年2月8日 - 24日、天王洲 銀河劇場 / 3月1日 - 9日、COOL JAPAN PARK OSAKA WWホール）[28]
- Otona Project - Produce 演劇ユニット【爆走おとな小学生】舞台『カタバミ』（2024年6月19日 - 23日、シアターサンモール）[29]
- 甦夢THEATRE『黄金仮面-masque dore-』（2024年10月11日 - 20日、天王洲 銀河劇場） - 中井英利 役[30]
- 舞台『シロツメクサ』（2024年10月31日 - 11月4日、コフレリオ 新宿シアター）[31]
- R-System Cue.01『Birdman』（2024年12月14日、浅草花劇場）[32]
- 舞台『鬼滅の刃』其ノ伍 襲撃 刀鍛冶の里（2025年4月11日 - 20日、天王洲 銀河劇場 / 4月25日 - 27日、AiiA 2.5 Theater Kobe） - 玉壺 役[33]
- WBB vol.26『サムライモード』（2025年6月4日 - 9日〈予定〉、紀伊國屋サザンシアター TAKASHIMAYA / 6月13日 - 15日〈予定〉、AiiA 2.5 Theater Kobe）[34]
- ネルケ×悪童会議プロジェクト『絢爛とか爛漫とか』（2025年9月11日 - 28日〈予定〉、新宿シアタートップス） - 加藤常吉 役[35]

### イベント
- 川﨑優作 バースデーイベント2018（2018年8月18日、代々木の森 リブロホール）
- TAKA OOYABU Connecting the Life 2018 大薮丘バースデーイベント（2018年8月26日、南麻布セントレホール）- ゲスト出演[36]
- 横田龍儀 バースデーイベント2018（2018年9月1日、リバティホール）- ゲスト出演[37]
- ONSTAGE × OIOI 「ご注文はマルイですか？ MC:川﨑優作」公開収録イベント（2019年3月17日、池袋マルイ）
- MAMA’S NIGHT 〜 とりま、時代になるのがゥチらっしょ⤴︎⤴︎ 〜（2023年10月8日、TIAT SKY HALL）- ????(特別ゲスト）出演[38]
- KIMERU Event 2024 SPACE ~happy new year~（2024年1月6日、ZEAL THEATER SHINJUKU）- ゲスト出演[39]
- RAITA DARAKE #003 times 10（2024年2月18日、ZEAL THEATER SHINJUKU）[40]
- 井澤巧麻のパクっと世界を食べ尽くす！公開生放送（2024年3月26日、359_ACE.LOUNGE.四谷1st）- ゲスト出演

### Web生配信
- 「ご注文はスマイルですか?」（2018年8月12日・9月18日・10月30日、ONSTAGE オンステージ）
- 「加藤将のあんなあんな聞いてッ #3」（2018年10月31日、ニコニコ生放送）- ゲスト出演[41]
- 砂川脩弥オンラインバースデーイベント2023（2023年11月9日、オンライン）- ゲスト出演

- 『さつきとしょうたのでっこぼっこ』第22回、第23回 （2024年1月15日、2月27日）- ゲスト出演

### Web
- ミュージカル『テニスの王子様』Dream Stream（2020年11月15日 - 21日、SUPERLIVE by OPENREC） - ジャッカル桑原 役[42]